# Mes mains
Singles de Gilbert Bécaud
Les Enfants oubliés Je t'appartiens
Mes mains est une chanson écrite par Pierre Delanoë et composée par Gilbert Bécaud, créée en 1953.

## Historique
Souvent présentée à tort comme la première collaboration du tandem Bécaud-Delanoë (ils ont déjà écrit plusieurs chansons pour Marie Bizet dès 1951), la chanson Mes mains est créée sur la scène de l'Alhambra (Paris) par la chanteuse Lucienne Boyer. Ex-femme de Jacques Pills dont Bécaud était le pianiste accompagnateur, Lucienne Boyer est aussi la première à enregistrer le titre. Il s'agit du premier succès mondial signé par le binôme Delanoë-Bécaud avec diverses versions en anglais (adaptation de Parsons et Turner), en italien (adaptation de Pinchi) et en espagnol (adaptation de Guillermo et Horacio Pelay).

## Versions

### 1953
- Line Andrès (Disques Polydor)
- Gilbert Bécaud (78 tours La Voix de son maître)
- Lucienne Boyer (78 tours Pathé en France et 78 tours Amiga AM 1847 en Allemagne)
- Jean Bretonnière (disques Pathé)
- Frédérica (Ducretet)

### 1954
- Eddie Barclay : version instrumentale (Riviera)
- Katyna Ranieri : version italienne Le tue mani (78 tours RCA - Italie)
- Teddy Reno : version italienne Le mie mani (78 tours CGD - Italie)
- André Verchuren : version instrumentale
- François Vermeille : version instrumentale (La voix de son maître)

### 1955
- Claude Bolling : version instrumentale
- Léo Clarins : version instrumentale (Disques Philips)
- Colette (78 tours Sparton 121 R - Canada)
- Juanita Cuenca : version espagnole Mis Manos (78 tours Columbia - Espagne)
- Yvan Daniel (78 tours Columbia C6715 - Canada)
- Robert Earl : version anglaise With your love (78 tours Philips PB 617- UK)
- Louis Ferrari : version instrumentale (45 tours Odéon MO1023)
- Raúl Fortunato y Estela Raval : version espagnole Mis manos (78 tours Odéon - Argentine)
- Vera Lynn : version anglaise With your love (78 tours Decca F 10622- UK)
- Jacques Montmorency : version française (Symphonium)
- Licia Morosini : version italienne Le mie mani (Fonit EP 4035)
- Jan Peerce : version anglaise Your Hands (45 tours RCA Victor – 47-6144- USA)
- Franck Pourcel : version instrumentale sous le titre espagnol Mis manos (78 tours Odéon)
- Malcolm Vaughan : version anglaise With your love (78 tours His Master's Voice - USA)
- Liane : version française (Vanguard VRS 7025)

### 1956
- Tony Brent : version anglaise With your love (78 tours Columbia DB 3675 - UK)
- Petula Clark: version anglaise With your love (78 tours PYE/ Nixa N 15013 -UK)
- Yvette Horner : version instrumentale (45 tours Pathé 45 EA 67)
- Adrien Mares : version instrumentale (78 tours RCA F 18038)
- Rico's Creole Band : version instrumentale (La Voix de son Maître)
- Emile Stern et Michel Legrand : version instrumentale (Riviera RLP 6640)

### 1957
- Tommy Desserre (45 tours Lumen LD 1.602)
- Teddy Reno : version française (Odéon LDO 118)
- Nino Impallomeni : version instrumentale (Fonit SP 30093)
- Yvan Daniel : version française (Columbia CFL-1 Canada)

### 1962
- Gianni Fallabrino : version instrumentale (Astraphon EB 1272 - Italy)

### 1963
- Arsen Dedić : version croate "Moje ruke"(Jugoton)
- Georges Dufour : version instrumentale (Rusticana - RMM 634)
- Henry Leca : version instrumentale (RCA 400.067)

### 1964
- Gilbert Bécaud : 33 tours Mes mains - Nouveaux enregistrements

### 1966
- Jacques Brienne : version instrumentale (Trianon/ Pathé-Marconi)

### 1969
- Patachou (disques Pathé)

### 1978
- Lily Vincent (Polydor 2486 120)

### 1997
- Pierre Delanoë (JB Feeling/ BMG France)

### 2006
- Gérard Darmon (AZ/ Universal)

### 2011
- Lynda Lemay (Warner)

### 2014
- Salvatore Adamo (Polydor/ Universal)

### 2016
- Jean Guidoni (sur scène aux Bouffes du Nord, Paris le 3 juin)
- Mario Pelchat (sur scène au Théâtre Maisonneuve, Montréal le 17 juin)

### 2024
- Benoît Poelvoorde dans le film L'Amour ouf de Gilles Lellouche

## Anecdotes
- Pierre Delanoë raconte qu'il a écrit ce texte sur une chanson déjà existante de Charles Aznavour et qu'il a envoyé le texte à Bécaud qui était à l'armée, sans lui parler, bien sûr, de la chanson d'Aznavour[3].